# (473087) 2015 HL149
(473087) 2015 HL149 es un asteroide perteneciente al cinturón de asteroides, descubierto el 3 de septiembre de 1999 por el equipo del Spacewatch desde el Observatorio Nacional de Kitt Peak, Arizona, Estados Unidos.

## Designación y nombre
Designado provisionalmente como 2015 HL14.

## Características orbitales
2015 HL149 está situado a una distancia media del Sol de 2,664 ua, pudiendo alejarse hasta 2,909 ua y acercarse hasta 2,419 ua. Su excentricidad es 0,092 y la inclinación orbital 4,224 grados. Emplea 1588 días en completar una órbita alrededor del Sol.

## Características físicas
La magnitud absoluta de 2015 HL149 es 17,2.